# Alain Giresse
Alain Giresse (* 2. srpna 1952, Langoiran, Akvitánie) je francouzský fotbalista a trenér. Hrál za Girondins Bordeaux, kde získal v letech 1984 a 1985 mistrovský titul; se 159 brankami je nejlepším střelcem v dějinách klubu. V národním týmu debutoval 7. září 1974 při výhře 2:0 v přátelském utkání nad Polskem. Celkově odehrál 47 reprezentačních zápasů a vstřelil 6 gólů. Hrál za Francii na mistrovství světa ve fotbale 1982 a mistrovství světa ve fotbale 1986, byl členem mužstva, které vyhrálo mistrovství Evropy ve fotbale 1984. Tvořil záložní čtveřici, která byla ve své době pokládána za nejlepší na světě – kromě něj v ní byli Michel Platini, Jean Tigana a Luis Fernández.  Vynikal drobnou postavou (163 cm), nevyčerpatelnou kondicí a skvělou poziční hrou.
Třikrát vyhrál cenu časopisu France Football o nejlepšího francouzského hráče roku: 1982, 1983 a 1987.  V anketě Zlatý míč, která hledala nejlepšího fotbalistu Evropy, se roku 1982 umístil na druhém místě.
Po ukončení hráčské kariéry se stal trenérem, vedl Gruzii, Gabon a Mali. Zde získal historický úspěch, když s radikálně omlazeným a podceňovaným mužstvem získal bronzové medaile na APN 2012, což je nejlepší výsledek od roku 1972. Od ledna 2013 je trenérem senegalské fotbalové reprezentace.
Má syna Thibaulta (* 1981), který hraje druhou ligu za EA Guingamp.